# Ngộ Ấn
Ngộ Ấn (ur. 1020, zm. 1088) – wietnamski mistrz thiền ze szkoły vô ngôn thông.

## Życiorys
Urodził się w wiosce Kim Bài w Tư Lý. Nazywał się Đàm Khí. Panieńskie nazwisko matki to Cù. Zanim wyszła za mąż mieszkała w pobliżu lasu Mộ. Była świadkiem losu zastrzelonych ptaków i ślubowała, że raczej umrze niż popełni zły czyn.
Pewnego dnia została zgwałcona przez dużą małpę, która wyszła z lasu. W wyniku tego wydarzenia zaszła w ciążę i urodziła syna. Ponieważ nie polubiła go, porzuciła syna w lesie. Chłopiec został znaleziony przez mnicha z Czampy o nazwisku Đàm, który przebywał w tej samej wiosce. Mnich ten wychował chłopca i nazwał go Khí (Porzucony).
W wieku dziesięciu lat chłopiec zaczął studiować konfucjanizm. Opanował także sanskryt. Gdy miał dziewiętnaście lat opuścił dom i przyjął pełną ordynację mnisią. Koncentrował się wówczas na dwóch tekstach: Sutrze doskonałego oświecenia i Sutrze Lotosu.
Został uczniem mistrza thiền Quảnga Trí z klasztoru Quán Đỉnh. Po otrzymaniu przekazu Dharmy udał się na górę Ninh Sơn, gdzie wybudował sobie chatkę z trawy. Przyjął także nazwisko Ngộ Ấn (Pieczęć Oświecenia).
Pewnego dnia jakiś mnich spytał go: "Co to jest wielka Droga?"
Ngộ Ấn powiedział: "Wielka droga."
Mnich kontynuował: "Pytałem o wielką Drogę, a ty odpowiadasz mi o wielkiej drodze. Nie mam pojęcia, kiedy mogę osiągnąć wielką Drogę."
Ngộ Ấn powiedział: "Kotek jeszcze nie wie jak złapać mysz."
Mnich kontynuował: "Czy kotek ma naturę Buddy?"
Ngộ Ấn powiedział: "Nie!"
Mnich kontynuował: "Nauczycielu, czy ty masz naturę Buddy?"
Ngộ Ấn powiedział: "Nie!"
Mnich spytał: "Wszystkie odczuwające istnienia mają naturę Buddy, dlaczego tylko ty jej nie masz?"
Ngộ Ấn powiedział: "Ponieważ nie jestem odczuwającą istotą."
Mnich kontynuował: "Skoro nie jesteś odczuwającą istotą, to może jesteś Buddą?"
Ngộ Ấn powiedział: "Nie jestem ani Buddą, ani odczuwającą istotą."
Czternastego dnia szóstego miesiąca okresu Quang Hựu, czyli w roku 1088, Ngộ Ấn tuż przed śmiercią powiedział następujący wiersz:
| Cudowna natura Pustki jest niepojmowalna, Jednak wcale nie jest trudna do urzeczywistnienia z pustym umysłem. Klejnot płonie na górze, jego kolor lśni nieustannie, A lotos rozkwita w piecu, jego wilgoć nigdy nie wysycha. |

Po skończeniu wiersza zmarł. Jego uczniowie utrzymywali żałobę przez trzy lata.

## Linia przekazu Dharmy zen
Pierwsza liczba oznacza liczbę pokoleń mistrzów od 1 Patriarchy indyjskiego Mahakaśjapy.
Druga liczba oznacza liczbę pokoleń od 28/1 Bodhidharmy, 28 Patriarchy Indii i 1 Patriarchy Chin.
Trzecia liczba oznacza początek nowej linii przekazu w danym kraju.
- 33/6. Huineng (638-713)
  - 34/7. Nanyue Huairang (677-744) szkoła hongzhou
    - 35/8. Mazu Daoyi (707-788)

  - 36/9. Baizhang Huaihai (720-814)
    - 37/10/1. Vô Ngôn Thông (759-826) Wietnam - szkoła vô ngôn thông
      - 38/11/2. Cảm Thành (zm. 860)
        - 39/12/3. Thiện Hội (zm. 900)
          - 40/13/4. Vân Phong (zm. 956)
            - 41/14/5. Khuông Việt (933-1011)
              - 42/15/6. Đa Bảo (zm. po 1028)
                - 43/16/7. Định Hương (zm. 1051)
                  - 44/17/8. Viên Chiếu (999-1090)
                    - 45/18/9. Thông Biện (zm. 1134)
                      - 46/19/10. Biện Tâi (bd)
                      - 46/19/10. Đạo Huệ (zm. 1173)
                        - 47/20/11. Tịnh Lực (1112–1175)
                        - 47/20/11. Trí Bảo (zm. 1190)
                        - 47/20/11. Trường Nguyên (1110–1165)
                        - 47/20/11. Minh Trí (zm. 1196)
                          - 48/21/12. Quảng Nghiêm (1122–1190
                            - 49/22/13. Thường Chiếu (zm. 1203)
                              - 50/23/14. Thông Thiền (zm. 1228) laik
                                - 51/24/15. Tức Lự (bd)
                                  - 52/25/16. Ứng Vương (bd) laik

                              - 50/23/14. Thần Nghi (zm. 1216)
                                - 51/24/15.. Ẩn Không (bd)

                        - 47/20/11. Tín Học (zm. 1190)
                        - 47/20/11. Tịnh Không (1091–1170)
                        - 47/20/11. Dại Xả (1120–1180)

                  - 44/17/8. Cứu Chỉ
                  - 44/17/8. Bảo Tính (zm. 1034)
                  - 44/17/8. Minh Tâm (zm. 1034)

                - 43/16/7. Thiền Lão
                  - 44/17/8. Quảng Trí
                    - 45/18/9. Mãn Giác (1052–1096)
                      - 46/19/10. Bổn Tịnh (1100–1176)

                    - 45/18/9. Ngộ Ấn (1020–1088)